# Gymnasium Erasmianum (Rotterdam)

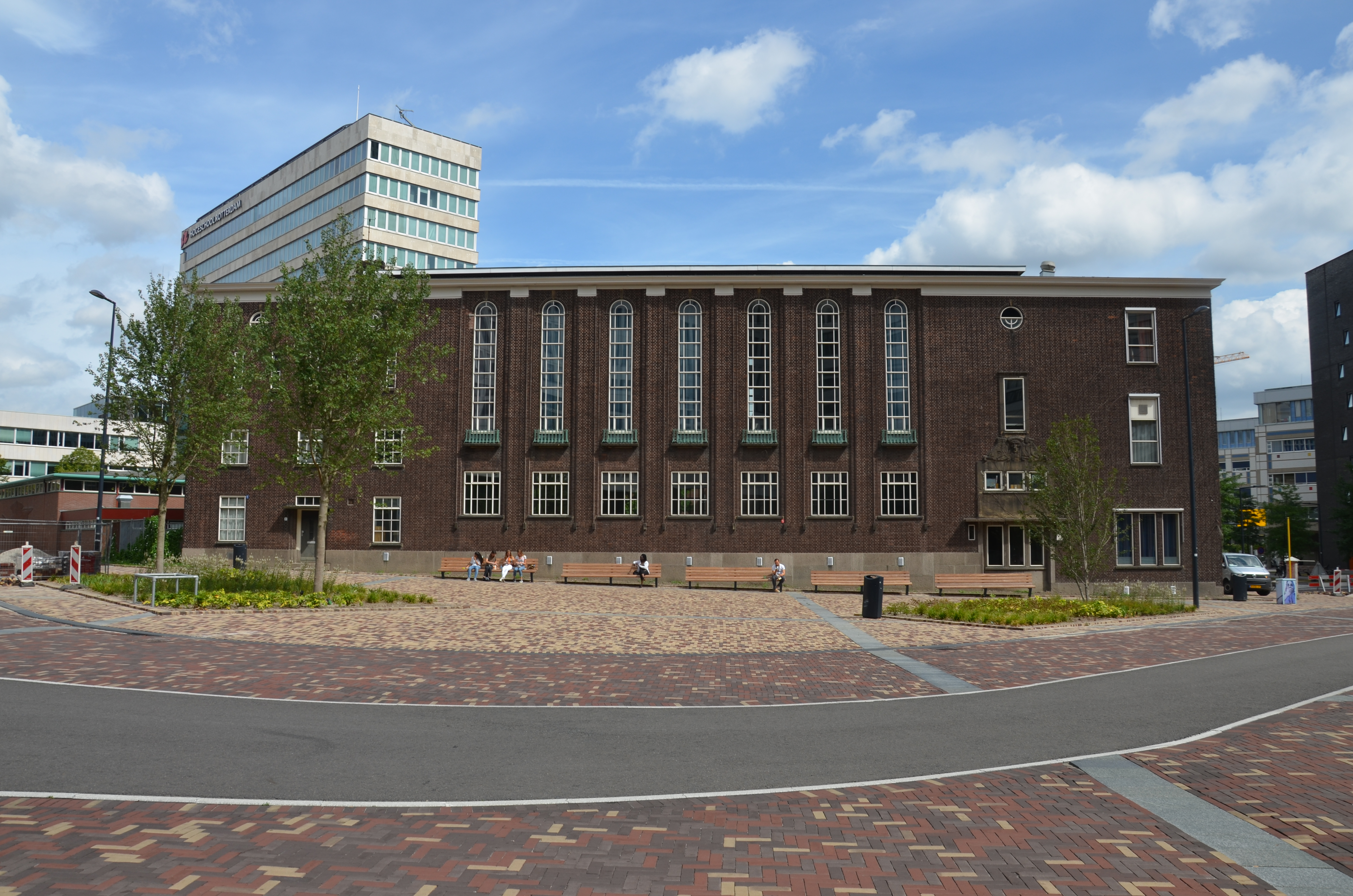
Gymnasium Erasmianum

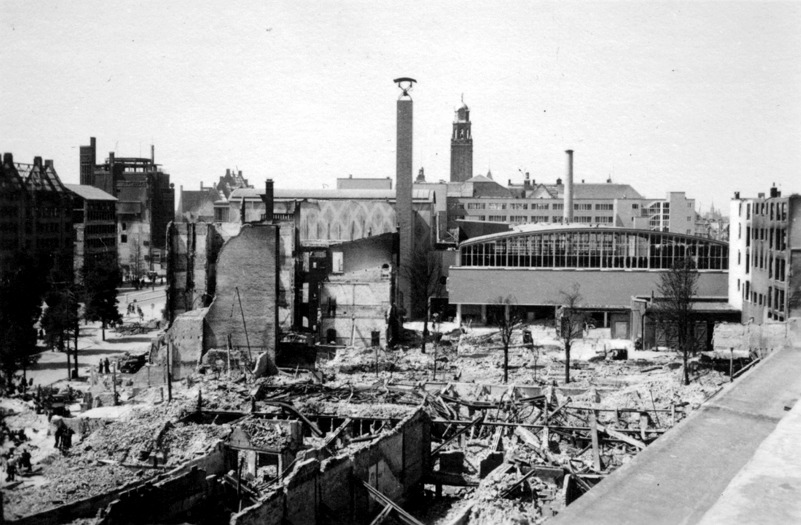
Unzerstörtes altes Erasmianum nach der Bombardierung Rotterdams im Mai 1940

Das Gymnasium Erasmianum ist eine Schule in Rotterdam (niederländisch auch Erasmiaans Gymnasium). Sie ist ein Gymnasium mit einem altsprachlichen Profil.

## Geschichte
Mit der Gründung 1328 ist es die zweitälteste Schule in den Niederlanden (nach dem Johan de Witt-Gymnasium in Dordrecht, gegründet 1253). Rotterdam erhielt von Wilhelm, Graf von Hennegau, das Privileg, eine Lateinschule zu gründen, bevor es das volle Stadtrecht bekam (1340). 1351 wurde sie eine städtische Schule (Schola Magna). Einen neuen Namen erhielt die Schule 1842 nach dem niederländischen Humanisten Desiderius Erasmus (1466–1536). Es ist aber unbekannt, ob er die alte Lateinschule besucht hat.
Die Schule lag bis 1937 an der Ecke  Coolsingel/Laurensstraat (heute C&A), sie liegt nun am Wytemaweg. Das Gebäude wurde im Zweiten Weltkrieg nicht zerstört, obwohl es den deutschen Besatzern als Hauptquartier diente.

## Profil
In der Sekundarstufe der Niederlande besteht die Tendenz zu sehr großen Schulen mit mehreren Niveauangeboten, von der hohen vorwissenschaftlichen VWO bis zu stärker praktischen Profilen. Nur wenige Gymnasien vermeiden eine Ausweitung auf Kosten der hohen Ansprüche. Das Gymnasium Erasmianum bleibt relativ klein mit (2019) ca. 1130 Schülerinnen und Schülern und 80 Lehrkräften. Das Schulmotto lautet Ex Pluribus Unum. Dazu passt der hohe Anteil von Schülern mit Migrationshintergrund.

## Bekannte Personen

### Lehrer
- Isaac Beeckman (1588–1637), Humanist
- Hendrik Casimir (1909–2000), Physiker
- Denis Henriquez (* 1945), arubanischer Schriftsteller
- Johannes van Vloten (1818–1883), Theologe und Historiker

## Absolventen
- Abraham Albert Hijmans van den Bergh (1869–1943), Internist
- Sidney James van den Bergh (1898–1977), Politiker
- Jan Coenraad Kamerbeek (1907–1998), Gräzist
- Gijs van Aardenne (1930–1995), Politiker der VVD
- Edsger W. Dijkstra (1930–2002), Informatiker
- Robbert Dijkgraaf (* 1960), Naturwissenschaftler und Bildungsminister
- Ida Gerhardt (1905–1997), Dichterin und Pädagogin
- Johan George Gleichman (1834–1906), Finanzminister
- Ernest van der Kwast (* 1981), Schriftsteller
- Herman Johannes Lam (1892–1977), Botaniker
- Anton Daniël Leeman (1921–2010), Latinist
- Ancilla van de Leest (* 1985), Model und Aktivistin
- Hugo Frederik Nierstrasz (1872–1937), Zoologe
- Ebru Umar (* 1970), Kolumnistin
- Johan Witteveen (1921–2019), Ökonom und Politiker

## Einzelbelege
1. 1 2  Geschiedenis. In: Erasmiaans Gymnasium. 5. Februar 2018, abgerufen am 6. März 2022 (niederländisch).